# Andrea Evaristo Alvigini
Andrea Evaristo Alvigini (Torriglia, 1791 – ...) è stato un politico italiano, deputato del Regno di Sardegna.

## Biografia
È stato deputato del Regno di Sardegna dal 1857 al 1860.